# Осада Девентера (1578)
Осада Девентера — осада войсками голландских Генеральных штатов города Девентер, занятого испанцами, в рамках Восьмидесятилетней войны. Завершилась капитуляцией гарнизона 19 ноября 1578 года.

## Предыстория

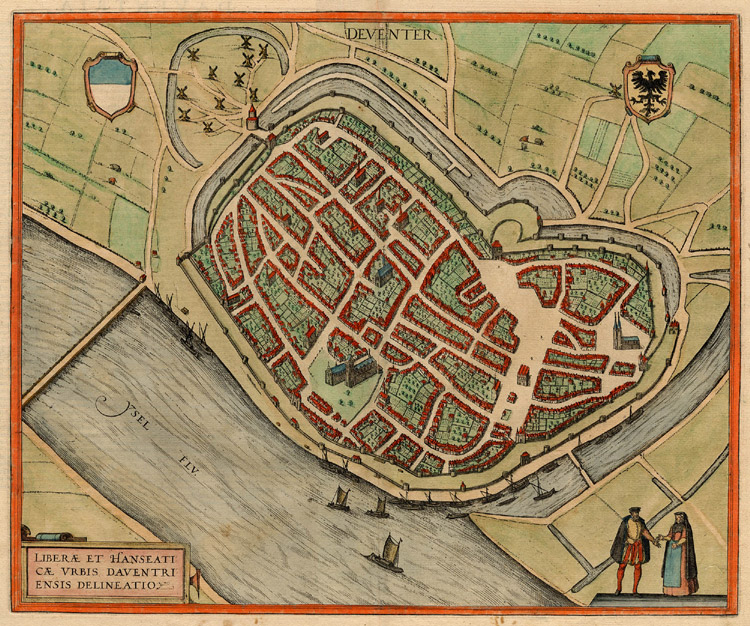
Карта Девентера

Девентер в средние века имел высокий статус среди городов Нидерландов. Он был одним из первых голландских городов, присоединившихся к Ганзейскому союзу, что сделало его важным торговым и транзитным пунктом. К XVI веку Девентер стал одним из важнейших участников европейского рынка льна, мехов, древесины и кварца.
Город также был важным центром европейского гуманизма. В Девентере сразу после изобретения печати открылся ряд книжных издательств. Все эти факторы делали город одним из стратегически важных городов Оверэйссела.
В военном смысле Девентер был весьма сильно укреплен. Двумя сторонами он выходил в реке Эйссел. Внутренняя городская стена была построена между 1250 и 1325 годами и имела несколько башен. Она была в толщину около 1,2 метров и была построена из туфа вместо обычного кирпича.

## Подготовка к осаде

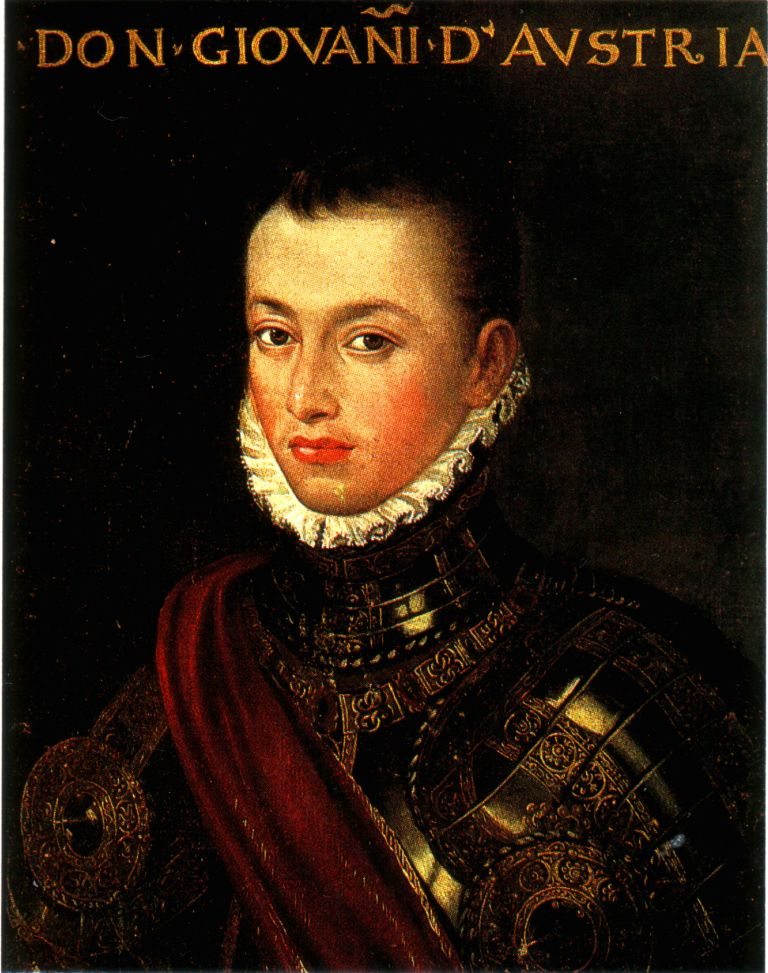
Хуан Австрийский

Девентер был занят испанскими войсками с 1568 года, когда герцог Альба оставил в городе гарнизон. Благодаря этому, город не пострадал во время экспедиции Фадрике де Толедо против восставших городов в 1572 годах.
В 1576 году Филипп II назначил дона Хуана Австрийского губернатором Нидерландов, поставив перед ним задачу подавить мятеж голландских городов. Дон Хуан решил заменить гарнизон Девентера немецкими солдатами — он посчитал, что так будет надежнее в случае нападения на город повстанческих войск. Командиром гарнизона был назначен лоялист Августин Рик, жители Девентера воспринимали его как диктатора.
Жалование солдатам гарнизона уплачивалось из налогов с жителей города. Летом 1577 года солдаты угрожали населению грабежами, если деньги не будут уплачены. В подтверждение угроз они ворвались в несколько домов и разграбили их. В 1578 году гарнизон требовал 600 гульденов в неделю. Чтобы предотвратить грабежи, жители заплатили и даже переплавили часть церковных ценностей для чеканки недостававших монет.
Дон Хуан в 1577 году подписал указ в котором признал условия Гентского умиротворения. Это означало утверждение перемирия между испанскими и повстанческими войсками. Указ был нарушен Хуаном Австрийским в июле 1577 года, когда он захватил цитадель Намюра. В конце января 1578 года испанцы разбили повстанческие войска во время битвы за Жамблу. В ответ голландские Генеральные штаты стали собирать войска для изгнания испанцев из Нидерландов.
Генеральные Штаты дали губернатору Оверэйссела Георгу ван Лалану, графу Реннебергу, задание вытеснить испанцев из нескольких городов, в том числе Девентера. 3 августа Реннеберг подошел к стенам города. Его армия состояла из 10 отрядов (около 1300 солдат), сформированных из голландцев и фризов. При первых признаках грядущей осады руководство гарнизона объявило, что все жители, не способные к выполнению оборонительных работ должны покинуть город (это позволило бы сэкономить продовольствие). Однако к этому распоряжению мало кто прислушивался, поскольку жители не видели возможностей выжить в другом месте.

## Осада

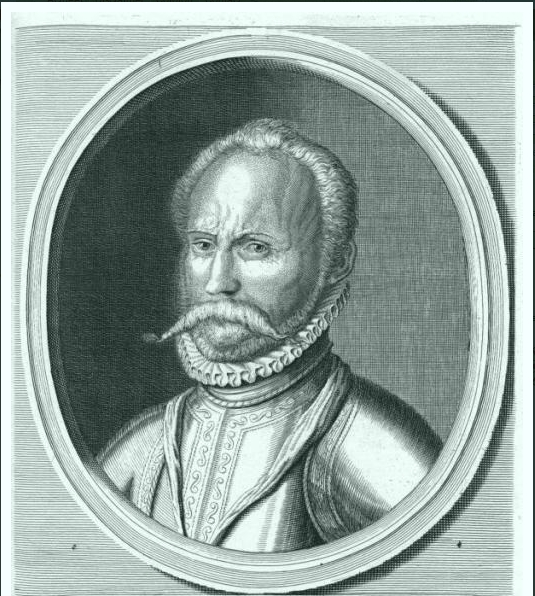
Дидерик Соной

Армия Ренненберга начала готовить осаду 4 августа. С моря доступ к городу был перекрыт судами, а отряды под командованием Дидерика Соноя заняли высоты вблизи города. Отсюда они могли бомбардировать город. Немецкий гарнизон сделал вылазку, и для защиты своих войск Соной отправил фермеров рыть траншеи. Немецкие защитники города напали на фермеров, что обернулось многочисленными жертвами среди безоружных крестьян, но контратака голландцев отбросила немцев за стены города. Однако из-за большого числа жертв среди фермеров окопные работы были сорваны.
Голландские войска начали обстрел города из крепости на западном берегу реки Эйссел. В ответ защитники 1 сентября сожгли один из мостов, ведших к городу.

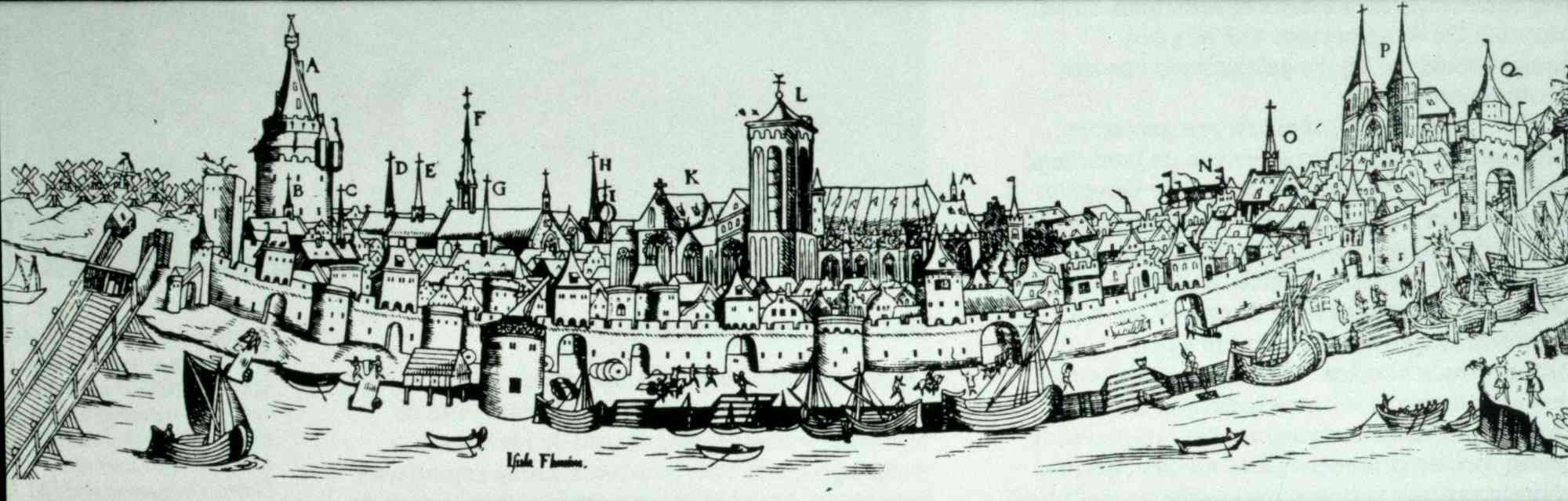
Вид Девентера со стороны северных ворот

Соной попытался прорвать укрепления города с севера, дав приказ рыть тоннели под стенами. Однако осажденные обнаружил это и начали рыть туннели в противоположном направлении. 3 сентября стороны столкнулись друг с другом в подземелье. Защитники были к этому готовы и пустили в тоннели едкий дым, заставив голландцев отступить. Однако осаждавшие продолжили попытки прорваться в город через прорытые тоннели. В конце концов немецкие солдаты заперли тоннели со своей стороны тяжелыми железными воротами. 27 сентября северная башня попала под бомбардировку, и её верхняя часть была разрушена, однако никто не пострадал. Бомбардировка города в целом была щадящей: в день осаждавшие выпускали по Девентеру от 10 до 20 ядер, что мало вредило городу.

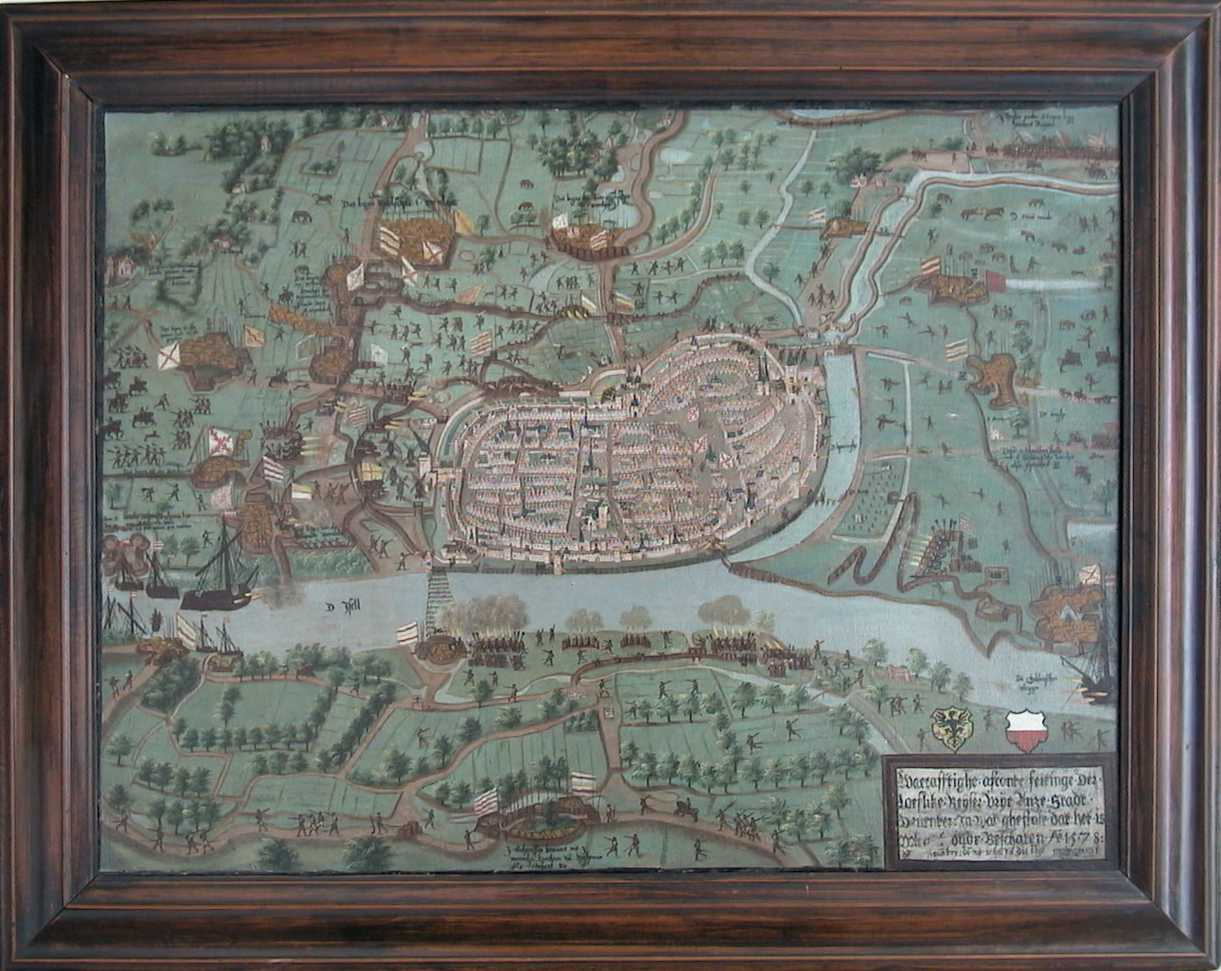
Осада Девентера

Давление на город усиливалось. Защитники 24 сентября организовали вылазку в лагерь Соноя. Несмотря на наличие часовых, они смогли проникнуть в лагерь и даже захватить часть провианта, после чего подожгли часть укреплений осаждающих. Нескольких немецких солдат удалось поймать при бегстве, их допрашивали о ситуации в городе.
В условиях надвигавшегося голода недовольство жителей Девентера немецким гарнизоном усиливалось. Все чаще случались бунты населения. Чтобы удержать население под контролем, командование гарнизона заключило с жителями договор, по которому обязалось воздерживаться от несправедливости и жестокости по отношению к населению. В обмен часть жителей мобилизовалась в состав гарнизона. Однако на сходе население не согласилось с этими условиями. Немцы также не соблюдали соглашение: они захватили часть церковных ценностей, а также сломали несколько деревянных домов на дрова.
Голландские войска из армии Ренненберга были отозваны в другие провинции. Чтобы восполнить потери, он призвал гарнизон города Кампен на помощь. Однако этих сил было недостаточно для продолжения осады. Ситуацию спасло прибытие 1000 французских солдат. Осадные работы активизировались под руководством Йохана ван ден Корнпута. По его приказу в разных точках городских укреплений были построены осадные башни и пандусы. В самом Девентере уже ощущалась нехватка боеприпасов и провианта. Одновременно продолжалась бомбардировка города с западного берега реки Эйссел.
Немецкий гарнизон Девентера отказывался вести переговоры о капитуляции, однако две новости сломили их сопротивление. Во-первых, 1 октября умер Хуан Австрийский, а во-вторых, немецкая армия Ханса Фридриха Шоонау, шедшая на выручку Девентеру, была разбита близ Боттропа. В итоге командование гарнизона послало переговорщиков к Ренненбергу, и после пяти дней переговоров был подписан договор о сдаче Девентера.

## Последствия
После обмена пленными гарнизон — около 600 человек — покинул Девентер. Солдат проводили к немецкой границе в районе Бохольта.
Осада Девентера дорого обошлась Генеральным штатам. На её ведение было потрачено 76 300 гульденов и 17 200 гульденов на боеприпасы. Эти суммы эквивалентны сегодняшним 1,5 млн евро и 330 000 евро соответственно.
После сдачи Девентера Реннеберг разделил свои войска по гарнизонам. а сам отправился в Антверпен. В 1579 году по городу поползли слухи о возможной новой угрозе со стороны испанцев. Хотя страхи не оправдались, жители занялись укреплением городских стен.
В 1580 году Девентер захватили войска герцога Пармы, преемника Хуана Австрийского. Однако в 1591 году Мориц Оранский воспользовался отбытием герцога во Францию и отбил Девентер у испанцев.